# Жуан Педро (футболист, 1993)
Жуан Педро Перейра дос Сантос (порт. João Pedro Pereira dos Santos; 22 апреля 1993, Форталеза, Бразилия) — бразильский футболист, полузащитник саудовского клуба «Аль-Фатех».

## Карьера
Начал карьеру в клубе «Ферровиарио» из родного города игрока, Форталезы. В 2011 году отправился в Португалию, в команду до 19 лет клуба «Насьонал» (Фуншал). Спустя пару лет, 1 января 2013 года, игрок вернулся на родину в молодёжный состав клуба «Сантос». Однако, уже через полгода перешёл в португальский клуб «Санта-Клара». Став игроком основного состава клуба, и сыграв 37 матчей, игрок совершил переход в другой португальский клуб «Трофенсе». В нём он также стал постоянным игроком и сыграл свыше 30 матчей.